# Kaplica św. Stanisława Biskupa w Krzeszowicach
Kaplica św. Stanisława Biskupa w Krzeszowicach – kaplica znajdująca się w Krzeszowicach, w powiecie krakowskim. Położona jest w zachodniej części dawnego parku pałacowego Potockich.
Obiekt został wpisany do rejestru zabytków nieruchomych województwa małopolskiego.

## Historia
W 1875 roku Tomasz Dudek, pokojowy w majątku Potockich, zakupił parcelę, na której wybudował według własnego projektu romantyczną kaplicę oraz mały domek. W 1908 roku przekazał ten niewielki majątek Zgromadzeniu Księży Misjonarzy św. Wincentego a Paulo, którzy na sąsiedniej działce wybudowali dom wypoczynkowy dla kleryków z Krakowa, z czasem przekształcony w Misjonarski Ośrodek Formacyjny "Vincentinum".
W latach 1918–1939 do kaplicy dobudowano babiniec.

## Architektura
Mury kaplicy ozdobiono gotyckimi i barokowymi detalami architektonicznymi oraz tablicą pamiątkową które tworzą lapidarium. W 1971 roku wykonano wnętrze kaplicy według projektu J. Zgrzebnickiej.